# Plankó Gergő
Plankó Gergő, Plankó Gergely (1984–) magyar újságíró, a 444 munkatársa.

## Életrajz
1984-ben született. 2003-ban érettségizett a Városmajori Gimnáziumban.  2003-tól a Budapesti Corvinus Egyetem nemzetközi kapcsolatok szakán tanult. Tanulmányai alatt kezdett el dolgozni a Napi Gazdaságnál, később pedig a Quart.hu zenei portál és az Origo.hu újságírója, majd a Time Out Budapest havi nyomtatott magazin magyar nyelvű kiadásának munkatársa volt. 
2011-ben kezdett dolgozni az Index politika rovatában. Az itt töltött időben országgyűlési tudósítóként is tevékenykedett, ehhez kapcsolódott az ismertebb munkái közé tartozó, Tamás Bence Gáspárral közösen vezetett Riszpekt Ház című parlamenti videórovat. 2013-ban távozott az Indextől.
2013-ban Junior Prima díjat kapott.
2014-ben 10 hónapra Kelet-Ázsiába és Délkelet-Ázsiába utazott. Az utazásáról a Vifon Beach (vifon.444.hu) portálon számolt be.